# Lofty Fake Anagram
Albums de Gary Burton
Duster
(1967) A Genuine Tong Funeral
(1968)
Lofty Fake Anagram est un album de jazz du vibraphoniste américain Gary Burton enregistré en aout 1967 et commercialisé la même année.

## Liste des titres
| No | Titre                  | Musique        | Durée |
| -- | ---------------------- | -------------- | ----- |
| 1. | June,15 1967           | Mike Gibbs     | 4:52  |
| 2. | Feelings and Things    | Michael Gibbs  | 4:06  |
| 3. | Fleurette Africaine    | Duke Ellington | 3:41  |
| 4. | I'm your pal           | Steve Swallow  | 3:05  |
| 5. | Lines                  | Gary Burton    | 3:13  |
| 6. | Beach                  | Gary Burton    | 3:43  |
| 7. | Mother of the dead man | Carla Bley     | 4:59  |
| 8. | Good Citizen           | Gary Burton    | 5:34  |
| 9. | General Mojo Cuts Up   | Steve Swallow  | 4:35  |

## Artistes
- Gary Burton : Vibraphone
- Larry Coryell : Guitare
- Steve Swallow : Basse
- Bob Moses : Batterie